# Isla Yttygran
La isla Yttygran (en ruso, Остров Ыттыгран; en ruso transliterado, Ostrov Yttygran) es una pequeña isla deshabitada del ártico ruso, localizada en aguas del mar de Bering. También se conoce con las grafías Itygran (Итыгран) e Ittygran (Иттыгран).
Administrativamente, la isla pertenece al Distrito autónomo de Chukotka de la Federación de Rusia.

## Geografía
La isla Yttygran se encuentra 24 km al noroeste de cabo Chaplino, muy cerca de la costa de la península de Chukotka, a apenas 1,5 km de distancia. Está separada de la costa continental por un estrecho de unos 12,5 km de longitud. 
La isla tiene 13,5 km de largo y una anchura máxima de 5 km. Al norte de la isla se encuentra la isla Arakamchechen, separadas ambas por un estrecho de unos 5 km. La isla tiene un interior montañoso
Las ballenas beluga son comunes en las aguas alrededor de las islas Arakamchechen y Yttigran. Muchas morsas viven en colonias en sus costas.
La isla está deshabitada y hoy en día la isla es un destino muy popular entre los turistas de vida silvestre.
Hay un sitio en la isla de origen chamánico, llamado el paseo de las ballenas. Consiste en una serie de maxilares y costillas de ballenas boreales plantados formando arcos a lo largo de la playa. Se dice que es una de las obras maestras de la cultura del Ártico.